# Opalovací krém

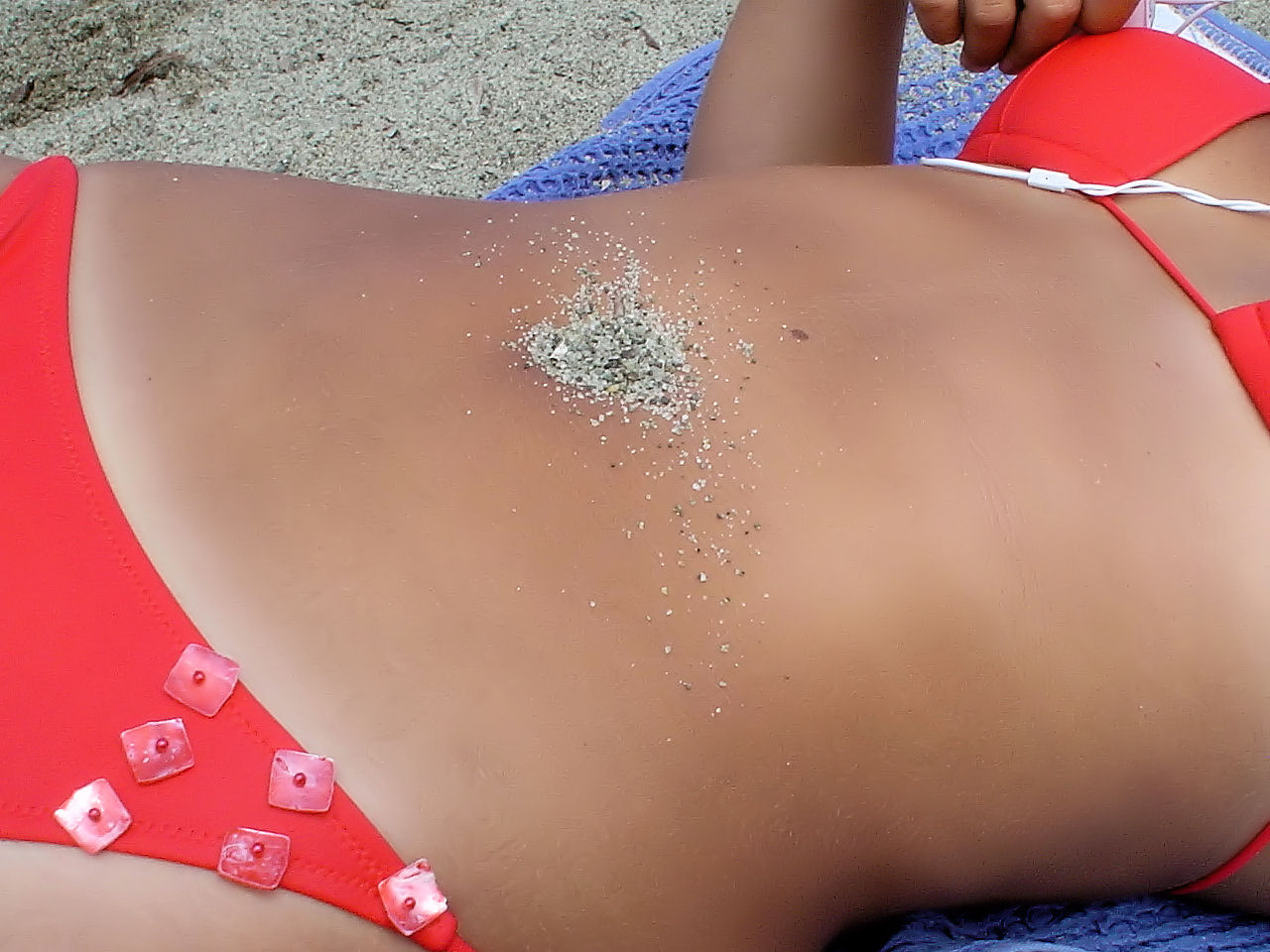
Opalovací krém chrání pokožku před škodlivými účinky ultrafialového záření

Opalovací krém je ochranný kosmetický přípravek, který chrání pokožku vystavenou slunci před ultrafialovým zářením. Celkovou míru ochrany před ultrafialovým (UV) zářením vyjadřuje číslo SPF, které musí být na krému vždy uvedeno. Uvedena může být také míra ochrany před UVA zářením, která se obvykle vyjadřuje číslem UVA PF.
Opalovací krém může navíc obsahovat kosmetické oleje, vodě odolné složky, hydratační složky, vitamíny či ethylhexyl metoxycinamát atd. Pro dlouhodobější pobyt na otevřeném slunci se doporučuje SPF (tedy ochranný faktor) minimálně 15, při cestách k moři pak nejméně 30 spolu s UVA ochranou.

## Co by mělo být na etiketě kosmetického přípravku pro ochranu před UV zářením
Kromě běžných povinných informací stanovených Nařízením č. 1223/2009 ES o kosmetických přípravcích (složení v INCI, adresa odpovědné osoby, objem, balení, návod k použití atd.) se na etiketě ochranného kosmetického prostředku při opalování setkáme s
- SPF - číselný údaj celkového stupně ochrany proti UV záření (povinný údaj) - vzhledem k používaným metodám měření[3] však ve skutečnosti SPF vyjadřuje míru ochrany hlavně proti UVB záření. Nadměrné působení UVB záření způsobuje spáleniny a podílí se na rozvoji rakoviny kůže,
- UVA PF - číselný údaj stupně ochrany proti UVA zářením (nepovinný údaj) - UVA záření není tak agresivní jako UVB záření, na zemský povrch jej však proniká mnohem více. Dlouhodobé působení UVA záření může dát vzniknout trvalým nežádoucím reakcím (alergii, hyperpigmentaci apod.). UVA záření navíc přispívá k rychlejšímu stárnutí pokožky. Přesto v současnosti stále řada výrobců opalovacích krémů ochranu proti UVA záření podceňuje a UVA PF číslo na svých výrobcích ani neuvádí.
- voděodolnost - obvykle uváděna dle doporučení COLIPA [4] (nepovinný údaj). Skutečností je, že úplná ochrana kosmetiky před smýváním neexistuje a po každém styku s vodu se vrstva opalovacího krému zmenšuje, proto se obecně doporučuje obnovit ochranný kryt po každé koupeli.

Co se týká skladování opalovacích krémů, i když se u této kosmetiky předpokládá skladování při vyšších teplotách a na přímém slunečním svitu, vždy je lepší přípravek uložit alespoň pod slunečník nebo do větší kabelky. Působením UV záření nebo vysokých teplot totiž dochází k postupné degradaci všech kosmetických přípravků.

## Doporučení Evropské Komise 2006/647/ES
V roce 2006 vydala Evropská komise doporučení 2006/647/ES, které se týká účinnosti a značení přípravků. Doporučení není právně závazné, ale bezprostředně se dotýká ochrany lidského zdraví, a proto většina výrobců a dovozců v Evropské unii postupně dle těchto doporučení upravuje etikety.
Přípravky na ochranu proti slunečnímu záření by dle tohoto doporučení neměly používat na etiketě následující slovní spojení:
- 100% ochrana nebo úplná ochrana
- Opakovaná aplikace není za žádných okolností nutná

Naopak na etiketě by měla být například tato varování:
- nezůstávejte na slunci příliš dlouho
- nevystavujte kojence a malé děti přímému slunci
- nadměrná expozice slunci představuje vážné zdravotní riziko
- aplikujte prostředek před zahájením slunění

## UV filtry a jejich rizika
UV filtry jsou účinnou složkou, která kůži chrání před negativními vlivy slunečního záření. Některé z nich mohou uvolňovat tzv. kyslíkové radikály a poškozovat buněčné bílkoviny, lipidy nebo DNA, jiné mohou iniciovat tzv. kontaktní fotoalergickou dermatitidu. Další mají schopnosti napodobovat funkci některých hormonů a jsou považovány za endokrinní disruptory.

Přírodní opalovací krémy
Přírodní opalovací krémy mohou mít dva základní typy filtrů: 
- Minerální filtry - oxid zinečnatý (zinc oxide) a oxid titaničitý (titanium dioxide)
- Chemické filtry - oxybenzon, octinoxat, avobenzón

Za bezpečné pro životní prostředí i zdraví považují minerální filtry, zejména oxid zinečnatý a oxid titaničitý, které jsou vhodné pro lidi s citlivou pokožkou.